# Nuttallina californica
Nuttallina californica är en blötdjursart som först beskrevs av Reeve 1847.  Nuttallina californica ingår i släktet Nuttallina och familjen Ischnochitonidae. Inga underarter finns listade i Catalogue of Life.